# 盧科維特

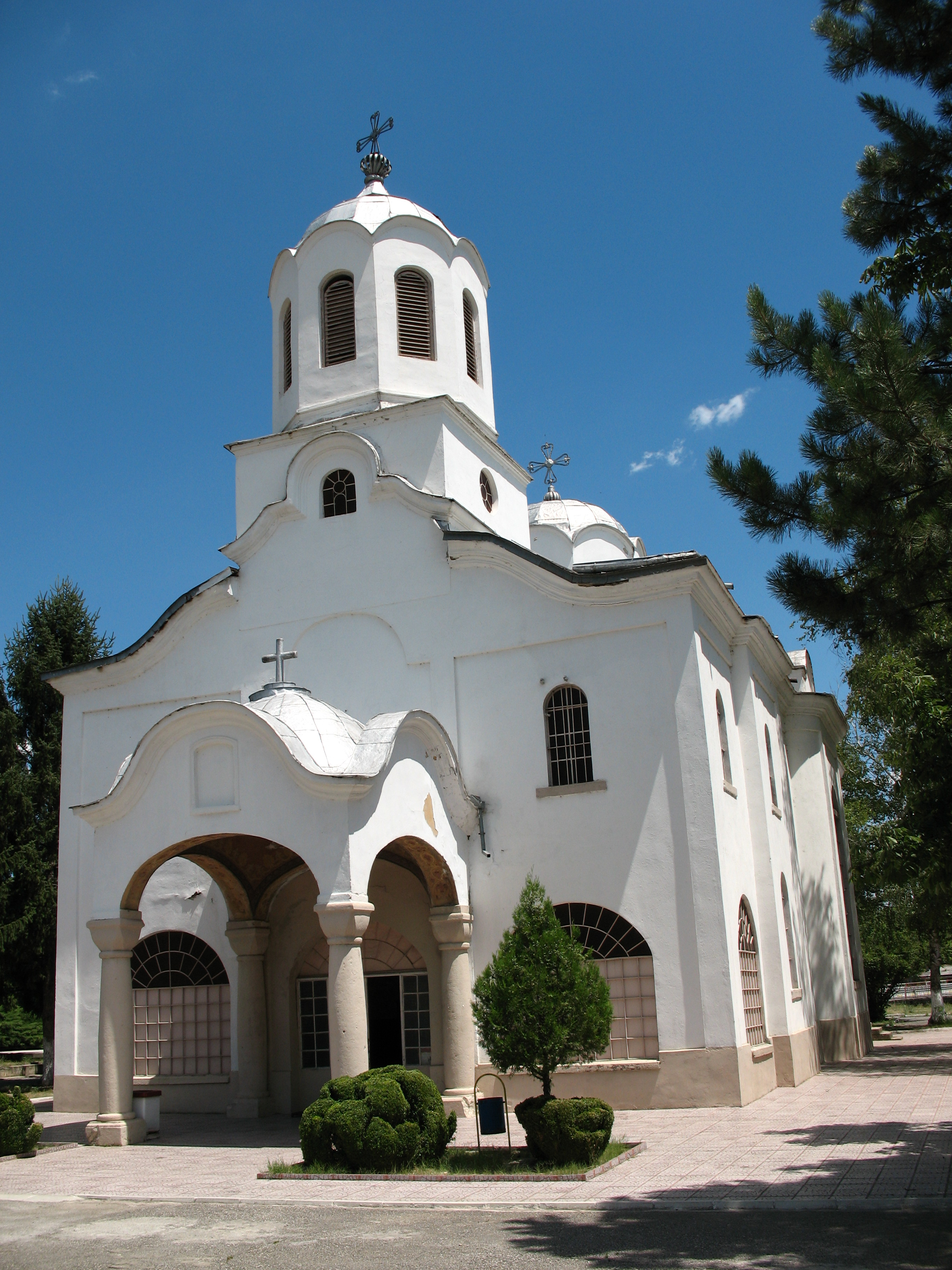
Church in central Lukovit

盧科維特是位於保加利亞北部的城市，屬洛維奇州。 盧科維特還是盧科維特行政區的行政中心。2009年12月，盧科維特有人口9,630人。

## 外部連結
- Official municipal website
- Lukovit article and photos at Pictures Of Bulgaria
- Local Geopark